# شوشود
روستای شوشود ، روستایی است در دهستان فشارود از توابع بخش مرکزی شهرستان بیرجند، واقع در استان خراسان جنوبی که بر اساس سرشماری سال ۱۳۹۵ مرکز آمار ایران، جمعیت آن بالغ بر ۴۶۰ نفر بوده‌است در ۱۴۱ خانوار .
.